# Dukanova dieta
Dukanova dieta je typ redukční diety, kterou publikoval francouzský odborník na výživu Dr. Pierre Dukan ve své knize Neumím zhubnout. Dieta je založena na rozdělení do čtyř fází, první trvá 2–10 dnů, druhá 14 dnů, třetí podle toho, kolik daný člověk zhubl (1 shozený kilogram = 10 dnů třetí fáze), a čtvrtá pak trvale. Je založena na zvýšené konzumaci bílkovin převážně z masa, a na omezení sacharidů. Dieta funguje na principu ketózy, což je stav, kdy tělo spaluje tuky namísto sacharidů, které bere jako zdroj energie.

## Fáze diety
V každé z nich jsou povolené a zakázané potraviny, podobně jako u jiných diet. Dieta je navržena od nepřísnější fáze, kdy se jí pouze potraviny obsahující maximum bílkovin a téměř nic jiného, po poslední fázi, kdy je možné jíst vše, ale jednou týdně je třeba držet proteinovou dietu celý den. Důležité je také ne
zapomenout na ovesné otruby, ze kterých je možné připravit pečivo nebo je možné je sníst s jogurtem. Nutný je dostatečný pitný režim.

### První fáze (v knize zvaná jako ‚‚Útok’’)
V první fázi, která trvá 2-10 dnů, jsou povoleny pouze potraviny, jako je libové maso (grilované nebo pečené bez tuku), vnitřnosti, ryby, drůbež bez kůže, vejce, nízkotučné mléčné výrobky, libové šunky, koření, bylinky. Nutné je sníst 1,5 polévkové lžíce ovesných otrub, které regulují vyprazdňování. Naopak zakázané je vepřové maso, tučné salámy, máslo, mnoho žloutků týdně, zelenina a sacharidy.

### Druhá fáze (v knize zvaná jako ‚‚Výletní plavba’’)
Druhá fáze se dodržuje, dokud se člověk nepřiblíží k požadované váze, přidává se k jídlu i zelenina. Střídají se dny bílkovinné a dny s bílkovinami a zeleninou. Dále je třeba přijímat otruby každý den. Pořád jsou zakázané potraviny, které jsou zakázané v první fázi až na povolenou zeleninu.

### Třetí fáze (v knize zvaná jako ‚‚Konsolidace’’)
Třetí fáze - autor slibuje, že až zájemce bude na své plánované váze, může k výše uvedenému jídelníčku přidat i jedno ovoce denně, dva krajíce celozrnného chleba a 40 gramů sýra. Týdně pak může sníst dvě jídla obsahující škrob: těstoviny, kuskus, rýži nebo brambory a dvě jídla podle chuti. Pořád platí, že jeden den v týdnu je třeba mít čistě bílkovinný (a to bez zeleniny). Každý den se jí i otruby. Dodržuje se podle toho, kolik člověk zatím zhubl. Za každý shozený kilogram je třeba tuto fázi držet 10 dní, aby se zamezilo jo jo efektu.

### Čtvrtá fáze (v knize zvaná jako ‚‚Stabilizace’’)
Čtvrtá fáze – je možné jíst cokoli, ale jednou týdně je třeba dodržet proteinovou dietu (tedy povolené potraviny z fáze první). Každý den je vhodné chodit nejméně 20 minut pěšky a stále jíst ovesné otruby. Tato fáze trvá napořád. Spoléhá na to, že v předchozích fázích si člověk vytvoří správné stravovací návyky, pitný režim atp. 